# Palazzo Zambeccari
Palazzo Zambeccari è un edificio in stile neoclassico nel centro di Bologna. Esso è collocato diagonalmente rispetto alla facciata della chiesa di San Paolo Maggiore.
Dal 2015 ospita gli uffici del Banco Popolare di Milano SCRL.

## Storia
Il palazzo venne progettato nel 1775 da Carlo Bianconi. La scalinata principale presenta una quadratura di Giovanni Santi e Francesco Santini arricchita da decorazioni in stucco (1790) di Luigi Acquisti. Al primo piano possiamo ammirare una stanza decorata con un affresco di Giuseppe Maria Roli e Giacomo Alboresi raffigurante l'Olimpo. Il cortile interno venne coperto con una vetrata durante una ristrutturazione in epoca moderna.